# Il fronte della violenza
Il fronte della violenza (Shake Hands with the Devil) è un film del 1959 diretto da Michael Anderson.

## Trama
1921, Guerra d'indipendenza irlandese. Kerry O'Shea, medico americano di origine irlandese, nemico della violenza, torna nella madrepatria e si ritrova vittima del clima di terrore che si è venuto a creare dopo che, con il passare degli anni, la lotta tra nazionalisti e truppe di polizia si è inasprita. Una sera finisce con il suo amico Paddy Nolan in una imboscata dell'IRA. Paddy viene colpito a morte e Kerry cerca di fuggire, ma lascia dietro di sé un libro con il suo nome e quindi teme di essere ricercato. Prima di morire, l'amico gli aveva indicato di cercare il professor Lenihan, uno dei capi degli agitatori clandestini detto "il Comandante", per chiedere aiuto. Questi gli presenta il suo superiore, detto "il Generale", che gli organizza un passaggio in barca fuori dall'Irlanda. O'Shea viene però riconosciuto e arrestato dalle truppe regolari e riesce a rimanere in silenzio anche quando viene sottoposto a violenze e percosse. Finirebbe per venire ucciso, ma Lenihan riesce a farlo evadere. A questo punto O'Shea non vuole più partire anzi, malgrado la sua avversione per la violenza, decide di unirsi all'IRA e di combattere al fianco del professore. 
Quando lady Fitzhugh, una nobildonna che fiancheggia l'organizzazione clandestina, viene arrestata e condannata alla detenzione, i rivoluzionari sequestrano per rappresaglia la figlia del governatore inglese. Mentre si stanno svolgendo trattative per arrivare alla pace, il capo della polizia viene ucciso con tutto il suo stato maggiore. Il professor Lenihan è sempre più accecato dall'odio e, quando giunge la notizia che lady Fitzhugh è morta, decide di giustiziare la figlia del governatore, ma O'Shea impedisce con il suo intervento l'ennesima inutile uccisione.

## Produzione
Tratto da un romanzo del 1933 di Rearden Conner, Questo film diede finalmente a James Cagney la possibilità di portare sullo schermo le proprie origini irlandesi, dopo che i suoi tentativi di interpretare i classici del teatro irlandese non avevano avuto il successo sperato. Girato a Dublino (esterni) e gli studi della Ardmore Studios (interni), le riprese si svolsero nei luoghi reali della guerra d'indipendenza. La prima proiezione fu tenuta proprio a Dublino il 21 maggio 1959.

## Critica
(Leo Pestelli su La Stampa del 17 dicembre 1959)